# Gribowski G-15
Die Gribowski G-15 (russisch Грибовский Г-15) war ein Flugzeug des sowjetischen Flugzeugkonstrukteurs Wladimir Gribowski.

## Entwicklung
Der Tiefdecker mit zwei in einem geschlossenen Cockpit nebeneinander angeordneten Sitzen und Doppelsteuer war als Sport- und Reisemaschine entwickelt worden. Die Maschine bestand aus Holz, wobei die Beplankung mit zur Struktur gehörte. Das Rad des Heckfahrwerks war starr, die Hauptfahrwerksbeine verkleidet. Der Motor war mit einer NACA-Haube versehen. Eine Besonderheit der Konstruktion war die im Flug verstellbare Nase des Leitwerkes. Die Maschine wurde 1934 fertiggestellt und zeigte gute Flugleistungen. 1935 nahm die Maschine, ausgerüstet mit zusätzlichen Kraftstofftanks in den Flügeln, an einem Flugwettbewerb teil, musste jedoch mit einem Motorschaden notlanden. Die Maschine blieb unversehrt, wurde jedoch nicht mehr verwendet.

## Technische Daten
| Kenngröße             | Daten                                  |
| --------------------- | -------------------------------------- |
| Besatzung             | 2                                      |
| Länge                 | 6,20 m                                 |
| Spannweite            | 11,00 m                                |
| Flügelfläche          | 14,00 m²                               |
| Flügelstreckung       | 8,6                                    |
| Leermasse             | 670 kg                                 |
| Startmasse            | maximal 940 kg 1290 kg mit Flügeltanks |
| Triebwerk             | 1× 5-Zylinder-Sternmotor Schwezow M-11 |
| Leistung              | 100 PS (74 kW)                         |
| Höchstgeschwindigkeit | 185 km/h in Bodennähe                  |
| Landegeschwindigkeit  | 70 km/h 80 km/h mit Flügeltanks        |
| Gipfelhöhe            | 4500 m                                 |
| Reichweite            | 640 km 1400 km mit Flügeltanks         |